# Ritchie Kotschau
Ritchie Kotschau (nacido el 22 de noviembre de 1975 en Levittown, Nueva York) es un exfutbolista estadounidense que jugaba como defensor para el Real Salt Lake de la Major League Soccer.

## Trayectoria
| Período   | Club                    |
| --------- | ----------------------- |
| 1994-1997 | George Mason University |

| Período   | Club             | Partidos (goles) |
| --------- | ---------------- | ---------------- |
| 1998-1999 | Chicago Fire     | 28 (4)           |
| 1999-2001 | Tampa Bay Mutiny | 58 (4)           |
| 2001-2005 | Colorado Rapids  | 126 (2)          |
| 2006      | Columbus Crew    | 26 (1)           |
| 2007-2008 | Real Salt Lake   | 3 (0)            |

| Período | Selección      | Partidos (goles) |
| ------- | -------------- | ---------------- |
| 2005    | Estados Unidos | 1 (0)            |

- Datos: Q3433270